# Yamkhad
Yamkhad (scritto anche Yamhad o Jamkhad) fu un antico regno amorreo nella regione dell'odierna città di Aleppo, in Siria. Fu fiorente nella media Età del Bronzo, 1800-1600 a.C. circa. Un buon numero di Hurriti si stanziarono nel regno, e la cultura hurrita si diffuse al suo interno. Ebbe stretti contatti con il regno di Mari. La sua più grande rivale fu Qatna, a sud di Aleppo. Il regno di Yamkhad fu distrutto nel sedicesimo secolo a.C. dagli Ittiti.

## Storia
Di Halab/Aleppo sono stati fatti ben pochi scavi archeologici, in quanto non è mai stata abbandonata durante la sua lunga storia, e la città moderna si trova sopra l'antico sito. Pertanto, gran parte della conoscenza su Yamhad viene dalle tavolette scoperte ad Alalakh e Mari.

### Introduzione

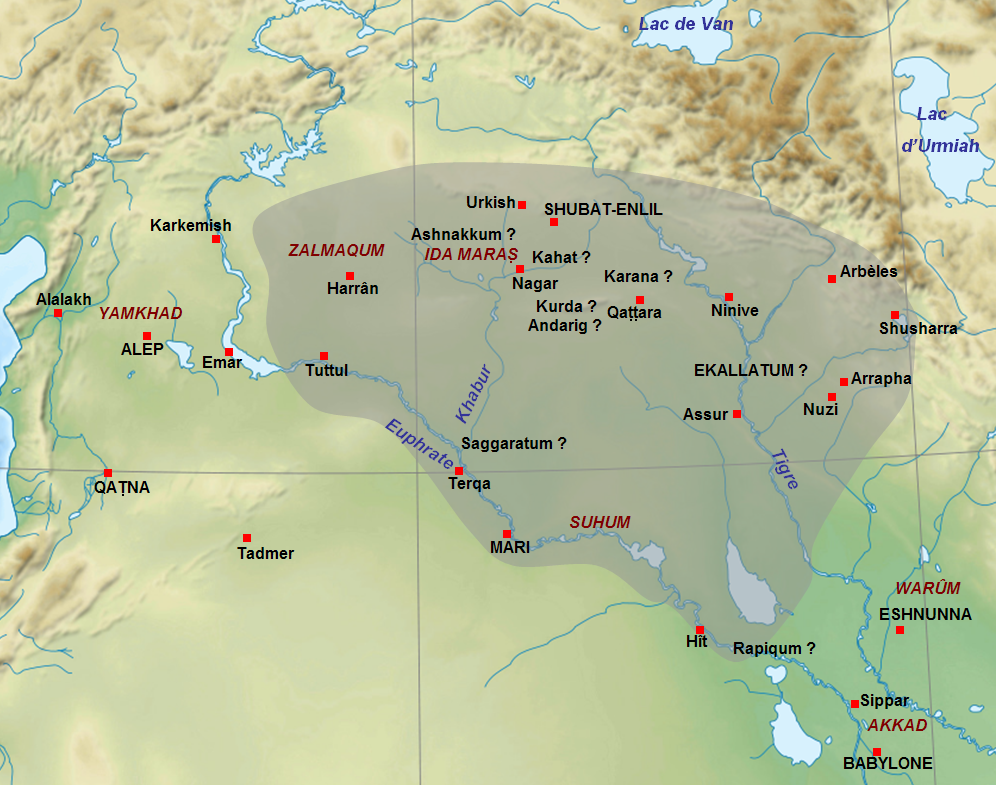
Estensione approssimativa del dominio di Shamshi-Adad I d'Assiria, grande avversario di Yamkhad, poco prima della sua morte. A ovest è visibile Yamkhad.

Il nome Yamhad era probabilmente il nome di una tribù amorrita, ed è usata come sinonimo di Aleppo quando si riferisce al regno. La città di Aleppo era un centro religioso nella Siria del tempo, ed era menzionata dal nome Ha-lam, come vassallo dell'impero di Ebla, che controllava gran parte della Siria a metà del terzo millennio a.C. La fama di Aleppo come città santa contribuì alla sua successiva ascesa; il tempio principale di Hadad, dio delle tempeste della Siria del nord, si trovava nella città, che era nota come la "Città di Hadad".
Il nome Aleppo, così come quello di Yamhad, appare per la prima volta durante il periodo antico-babilonese quando Sumu-Epuh fu attestato in un sigillo da Mari come sovrano della terra di Yamhad, il che includeva, oltre ad Aleppo, le città di Alalakh e Tuba. Sumu-Epuh consolidò il regno, per poi affiancare Yahdun-Lim di Mari, che aveva stretto un'alleanza diplomatica con Yamhad in funzione anti assira; in seguito, il re di Yamhad appoggiò le tribù yaminite di Mari stessa, e formò un'alleanza con altri stati siriani, tra cui Urshu, Hassum e Carchemish, contro il re di Mari; quest'ultimo, pur riuscendo a sconfiggere i suoi nemici, venne successivamente ucciso dal figlio Sumu-Yamam.

### Rivalità con gli assiri ed espansione

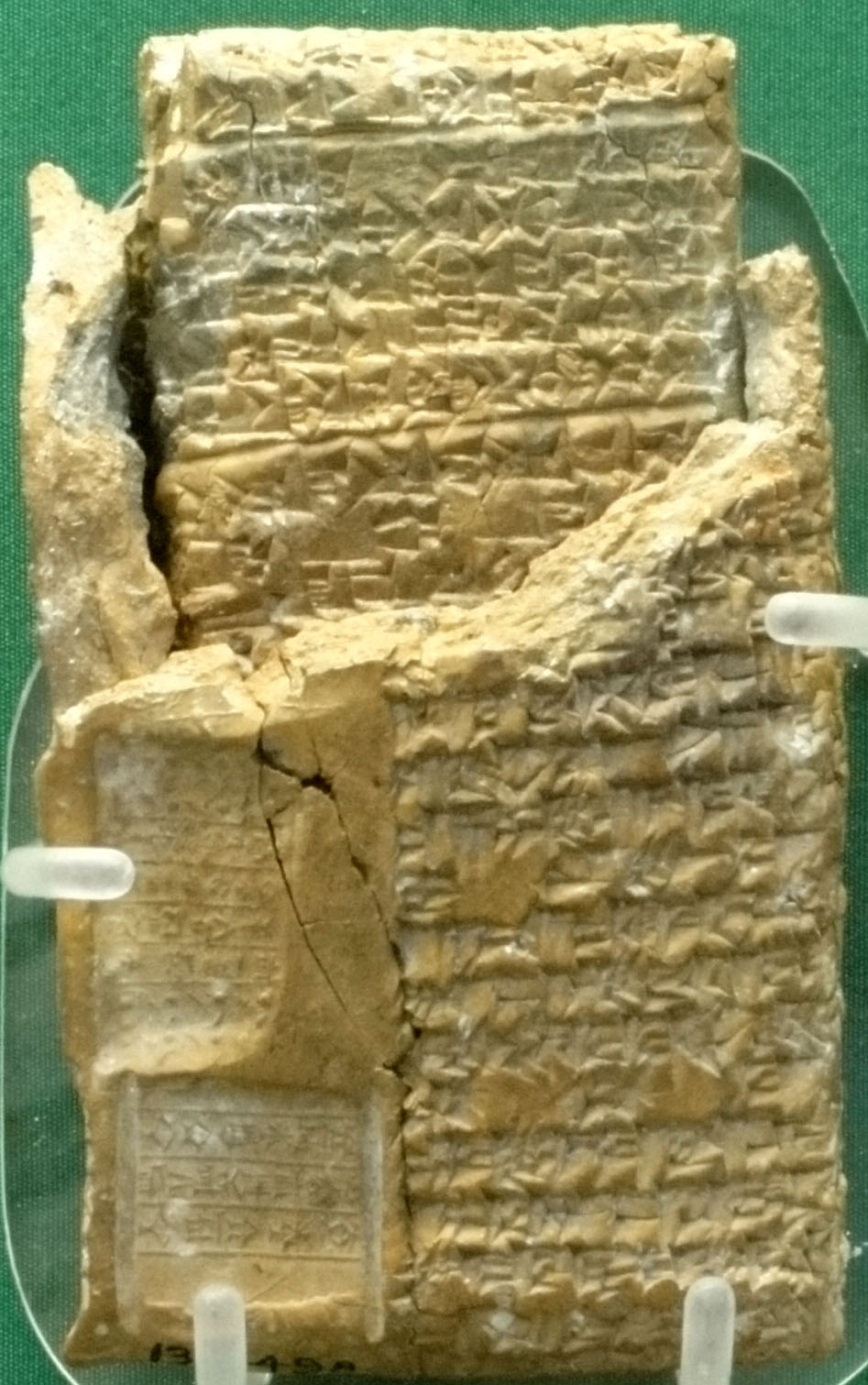
Caso giuridico da Niqmi-Epuh di Yamhad, al re di Alalakh.

L'ascesa di Shamshi-Adad I d'Assiria si rivelò molto pericolosa per Yamhad. Il re assiro era un conquistatore ambizioso che mirava a dominare la Mesopotamia e il Levante, e si definì "re del mondo". Shamshi-Adad circondò Yamhad alleandosi con Charchemish, Hassum e Urshu a nord e conquistando Mari a est, riconquistando Nagar (Tell Brak) e cacciando l'esercito del regno di Mari da Ekallatum e costringendo Yakhdun-Lim alla fuga verso ovest. Sumu-Epuh accolse Yakhdun-Lim, con l'intento usarlo contro l'Assiria.
L'alleato più pericoloso di Shamshi-Adad era Qatna, il cui re Ishi-Addu divenne l'agente assiro ai confini di Yamhad, dando in sposa sua figlia a Yasmah-Adad, il figlio del re assiro, installato dal padre come re di Mari. Sumu-Epuh fu apparentemente ucciso durante la sua lotta contro Shamshi-Adad e gli successe il figlio Yarim-Lim I, che consolidò il regno del padre e lo trasformò nel regno più potente della Siria e della Mesopotamia del nord. Yarim-Lim controbilanciò le mosse assire alleandosi con Hammurabi di Babilonia e Ibal-pi-el II di Eshnunna, poi, nel 1777 a.C., avanzò a est conquistando Tuttul e installando Zimri-Lim come governatore della città. La morte del re assiro avvenne un anno dopo. Yarim-Lim inviò allora un esercito per ripristinare Zimri-Lim sull trono dei suoi antenati come vassallo di Yamhad, cementando i rapporti tramite un matrimonio dinastico tra il nuovo re di Mari e sua figlia Shibtu.
(Testo di una tavoletta mandata a Zimri-Lim di Mari, descrivente l'autorità di Yarim-Lim I.)
Yarim-Lim trascorse gli anni successivi del suo regno ad espandere il regno, che raggiunse il regno di Mamma a nord. Le città-stato siriane furono sottomesse con la forza o con la diplomazia; Mamma, Ebla e Ugarit divennero vassalle di Yamhad, mentre Qatna rimase indipendente, ma scese a patti Yamhad dopo la morte del suo alleato assiro Shamshi-Adad I. Una dimostrazione della politica di guerra e diplomazia di Yarim-Lim è leggibile in una tavoletta scoperta a Mari, mandata al re di Dēr nella Mesopotamia del sud, che includeva una dichiarazione di guerra contro Dēr e il suo vicino Diniktum; la tavoletta menziona anche lo stabilimento di 500 navi da guerra yamhadite per dodici anni a Diniktum, e un precedente sostegno militare di Yamhad a Dēr per 15 anni. Gli sforzi di Yarim-Lim elevarono Yamhad allo stato di grande potenza e di conseguenza il titolo di re di Yamhad divenne quello di Grande Re.
A Yarim-Lim I successe il figlio Hammurabi I che ebbe un regno pacifico. Riuscì a mettere in ginocchio Charchemish, e mandò truppe per aiutare Hammurabi di Babilonia contro Larsa e l'Elam. L'alleanza finì quando il re babilonese saccheggiò e rase al suolo Mari. Tuttavia, Babilonia non attaccò Yamhad, e le relazioni tra i due regni continuarono a rimanere stabili; il vuoto di potere causato dalla distruzione di Mari aprì la via ad Hammurabi I per estendere l'egemonia di Yamhad sopra la valle dell'Alto Eufrate, dove il sovrano di Shubat Enlil divenne suo vassallo. Ad Hammurabi I succedette il figlio Abba-El I, il cui regno dovette fronteggiare la ribellione della città di Irridu contro l'autorità del principe Yarim-Lim, fratello di Abba-El. Il re rispose alla ribellione distruggendo Irridu e compensò il fratello dandogli il trono di Alalakh, creando così un ramo cadetto della dinastia.

### Declino e fine

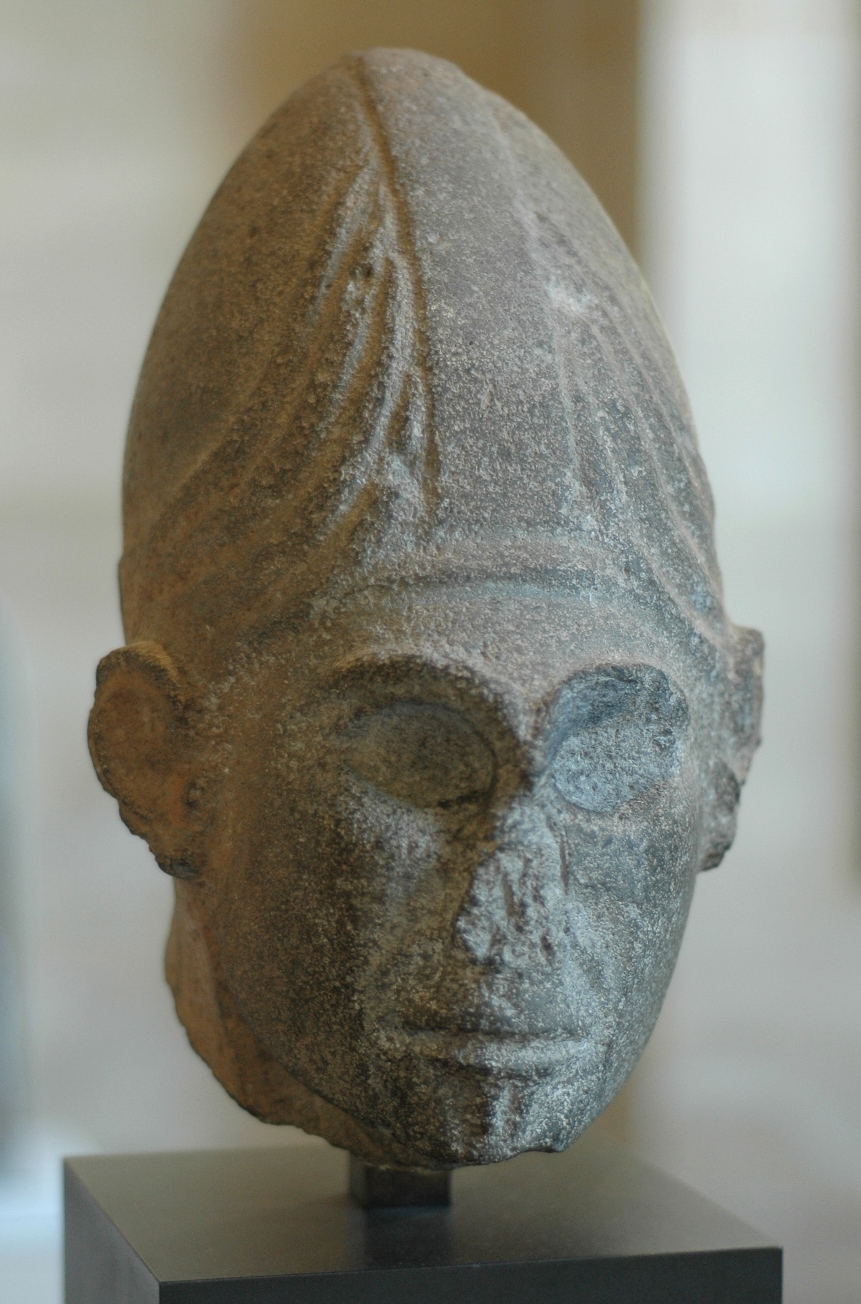
Testa di dio, scoperta vicino a Jabbul (circa 1600 a.C.).

L'era dei successori di Abba-El I è scarsamente documentata, e ai tempi di Yarim-Lim III a metà del XVII secolo a.C., il potere di Yamhad declinò a causa di dissensi interni. Yarim-Lim III regnò su di uno stato indebolito, e sebbene riuscisse a imporre la sua egemonia su Qatna, la decadenza divenne inesorabile quando Alalakh divenne indipendente sotto l'autoproclamato re Ammitakum. Nonostante tale regressione, il re di Yamhad rimase il più forte fra i sovrani siriani, in quanto ebbe ancora il titolo di Grande Re, riconosciuto anche dagli Ittiti, che lo consideravano l'equale diplomatico del Tabarna, il re ittita.
L'ascesa del regno ittita a nord pose una grave minaccia per Yamhad, sebbene Yarim-Lim III e il suo successore Hammurabi III riuscissero a reggere le aggressioni del re ittita Hattušili I tramite alleanze con i principati hurriti. Hattusili scelse di non attaccare direttamente Aleppo e optò per conquistarne i vassalli e alleati, a partire da Alalakh nel secondo anno delle sue conquiste siriane nel 1650 a.C. circa (cronologia media) o forse dopo. Hattusili si rivolse poi ad attaccare gli hurriti a Urshu, a nordest di Aleppo, e prevalse su una coalizione Halab-Carchemish che appoggiava gli hurriti. In seguito il re ittita sconfisse Yamhad nella battaglia di Monte Atalur, e saccheggiò Hassum insieme a molte altre città hurrite nel sesto anno delle sue guerre siriane. Dopo molte campagne, Hattusili I attaccò finalmente Aleppo durante il regno di Hammurabi III. L'attacco finì in una sconfitta, e il re ittita rimase gravemente ferito (morì nel 1620 a.C. circa). Le campagne di Hattusili indebolirono Yamhad in modo considerevole, causandone un declino di status: il monarca cessò di essere definito Grande Re.
Ad Hattusili succedette suo nipote Muršili I, che conquistò Aleppo nel 1600 a.C. circa eliminando Yamhad come maggior potenza nel Levante. Mursili raggiunse poi Babilonia e la saccheggiò, ma venne assassinato sulla via di ritorno alla capitale Ḫattuša, e il suo impero andò in disfacimento. Aleppo fu ricostruita e il regno si espanse di nuovo fino ad Alalakh, ma il regno ristabilito fu dominato da re di cui si sanno soltanto i nomi; il primo fu Sarra-El, che potrebbe essere stato figlio di Yarim-Lim III. L'ultimo re di Halab appartenente alla dinastia fu Ilim-Ilimma I, il cui regno finì nel 1524 a.C., quando venne ucciso durante una ribellione orchestrata dal re Parshatatar di Mitanni, che conquistò Aleppo. Il figlio di Ilim-Ilimma, Idrimi, fuggì ad Emar per poi conquistare Alalakh nel 1517 a.C. circa. Dopo sette anni dalla conquista di Alalakh Idrimi scese a patti col regno di Mitanni, che lo accettò come suo vassallo permettendogli di controllare Aleppo, ma imponendogli di mantenere la residenza della dinastia ad Alalakh e rinunciare al titolo di "Re di Halab"; in tal modo finì anche l'uso del nome Yamhad.

### Re di Yamhad
Le date sono stimate dalla cronologia media.

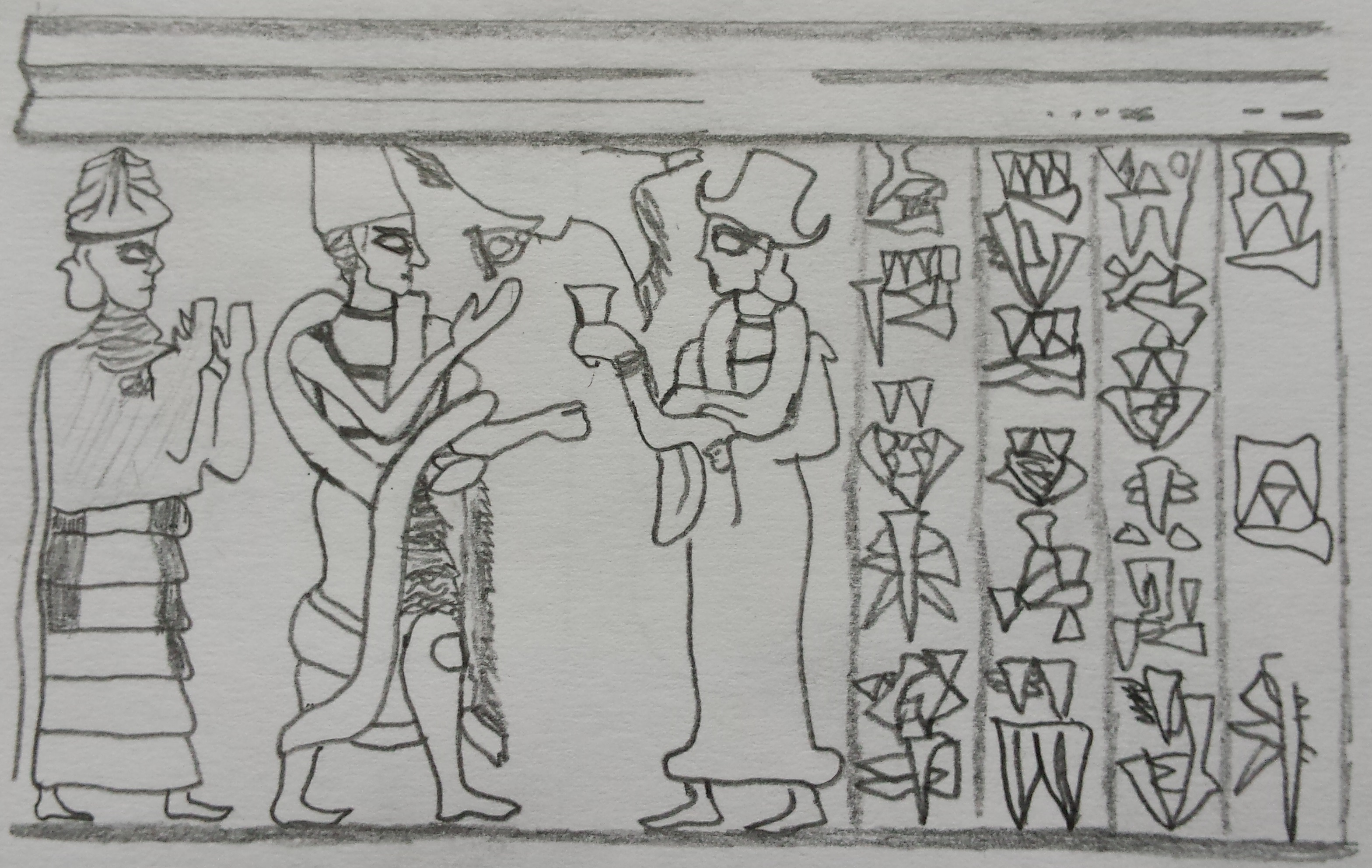
Sigillo di Abba-El I.

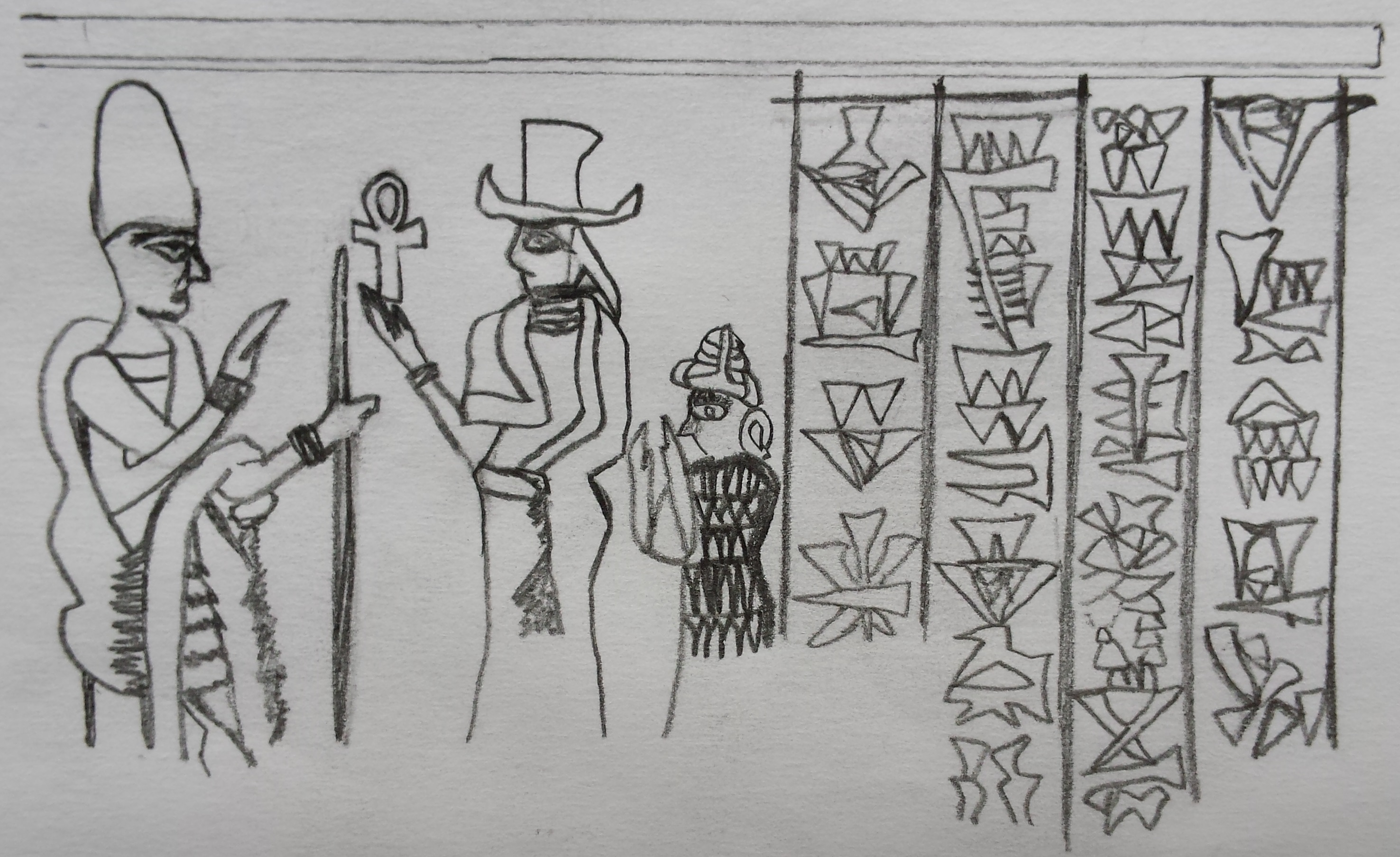
Sigillo di Niqmi-Epuh.

| Re            | Regno                                       | Titolo    | Relazione con il re precedente    |
| ------------- | ------------------------------------------- | --------- | --------------------------------- |
| Sumu-Epuh     | circa 1810 a.C. – circa 1780 a.C.           | Re        |                                   |
| Yarim-Lim I   | circa 1780 a.C. – circa 1764 a.C.           | Grande Re | Figlio                            |
| Hammurabi I   | circa 1764 a.C. – circa 1750 a.C.           | Grande Re | Figlio                            |
| Abba-El I     | circa 1750 a.C. – circa 1720 a.C.           | Grande Re | Figlio                            |
| Yarim-Lim II  | circa 1720 a.C. – circa 1700 a.C.           | Grande Re | Figlio                            |
| Niqmi-Epuh    | circa 1700 a.C. – circa 1675 a.C.           | Grande Re | Figlio                            |
| Irkabtum      | circa 1675 a.C. – metà del XVII secolo a.C. | Grande Re | Figlio                            |
| Hammurabi II  | Metà del XVII secolo a.C.                   | Grande Re | Possibile fratello                |
| Yarim-Lim III | Metà del XVII secolo a.C. – c. 1625 a.C.    | Grande Re | Fratello di Irkabtum              |
| Hammurabi III | circa 1625 a.C. – circa 1600 a.C.           | Re        | Figlio                            |
| Sarra-El      | Primo XVI secolo a.C.                       | Re        | Possibile figlio di Yarim-Lim III |
| Abba-El II    | Metà del XVI secolo a.C.                    | Re        | Figlio                            |
| Ilim-Ilimma I | circa 1524 – c. 1517 BC                     | Re        | Possible figlio                   |

## Popolo e cultura

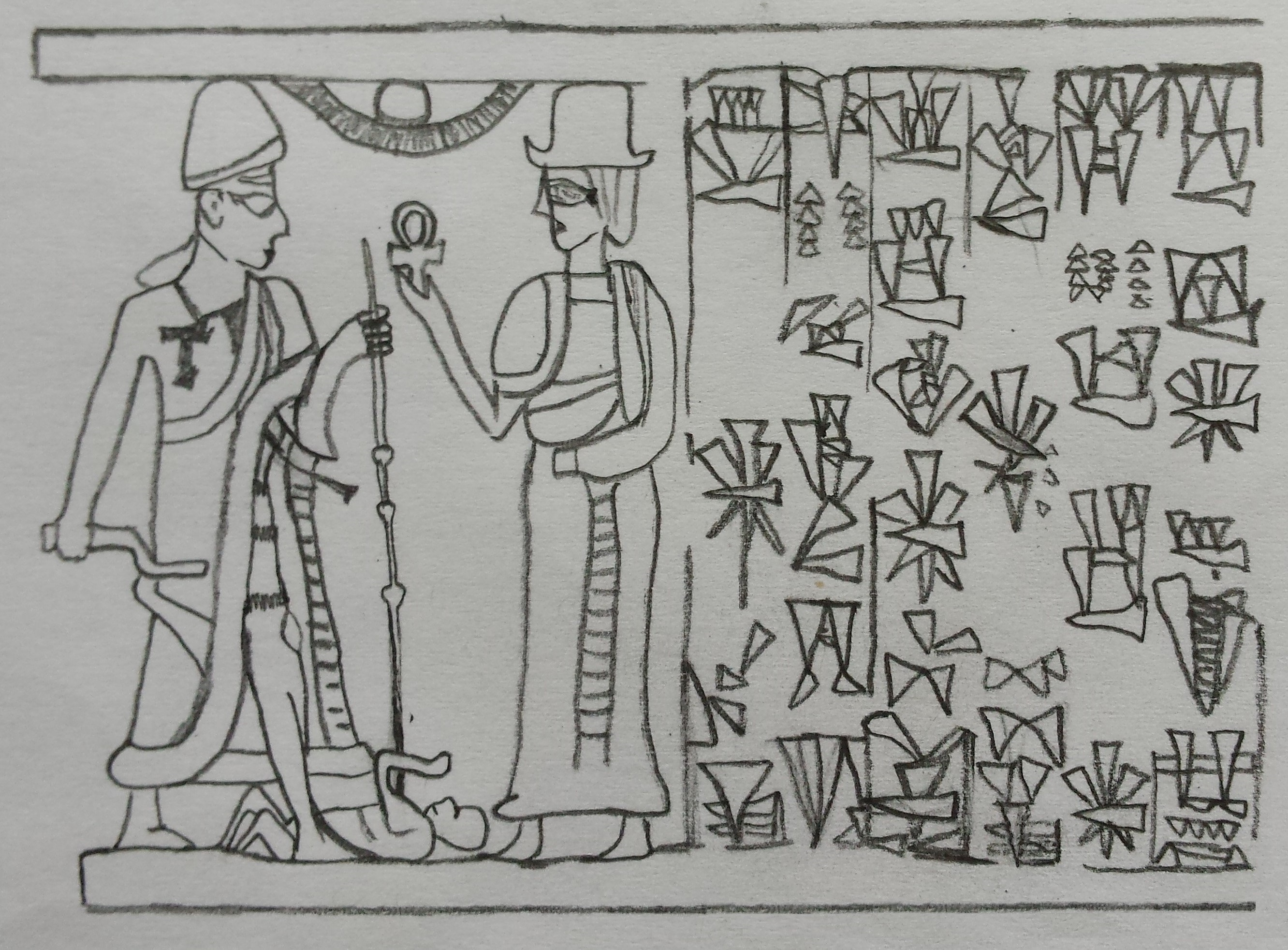
Sigillo di Abba-El II: l'ankh egizio rimpiazza la coppa di solito retta da una divinità.

Il popolo di Yamhad parlava lingua amorrea e, tenendo conto delle influenze mesopotamiche, egizie ed egee, Yamhad apparteneva essenzialmente alla cultura siriana dell'Età del Bronzo. Questa cultura influenzò l'architettura e le funzioni, principalmente cultuali, dei suoi templi, mentre l'autorità politica era prerogativa del palazzo reale, in contrasto al ruolo politico spettante ai templi mesopotamici.
Dato che non vi sono stati scavi ad Aleppo, l'architettura del regno è archeologicamente rappresentata dalla città di Alalakh, subordinata ad Aleppo e dominata da un re appartenente alla famiglia reale yamhadita. Gli amorriti in generale costruivano grandi palazzi che ricordano quelli dell'antico periodo babilonese in termini d'architettura: tali palazzi erano dotati di grandi cortili centrali, sale del trono, pavimenti piastrellati, sistemi di fognatura e pareti colorite, il che suggerisce l'assunzione di lavoratori specializzati in questo genere di cose. Vi sono prove di una presenza di affrescatori minoici che dipinsero elaborate scene sulle mura dei palazzi di Alalakh.
Yamhad aveva un'iconografia siriana tipica che si nota nei sigilli dei re, che davano la preminenza agli dei siriani. L'influenza iconografica egiziana era minima e limitata alla raffigurazione dell'ankh, il che non deve essere interpretato come un'emulazione dei riti egizi quanto come una rappresentazione sostitutiva della coppa tenuta dalle divinità in altre località. Yamhad aveva uno stile speciale tutto suo, in auge anche a Mari durante il regno di Zimri-Lim, la cui consorte Shibtu era figlia di Yarim-Lim I, re di Yamhad.
Dopo la caduta dell'impero accadico, gli hurriti iniziarono a insediarsi nella città e nei dintorni, ed entro il 1725 a.C. circa costituivano la maggioranza della popolazione. La presenza di una grande popolazione hurrita portò la loro cultura e religione ad Aleppo, come testimoniato dall'esistenza di festività religiose che portavano nomi hurriti.

## Economia
La posizione di Aleppo è sempre stato un fattore importante per la sua preminenza come centro economico. L'economia di Yamhad era basata sui commerci con l'Altopiano iranico, la Mesopotamia, Cipro e Anatolia, utilizzando la località di Emar come suo porto sull'Eufrate, e Alalakh come suo sbocco sul Mediterraneo.
Le azioni di Yarim-Lim I e la sua alleanza con Babilonia si dimostrarono vitali per l'economia di Yamhad, perché protessero il commercio tra la Mesopotamia e la Siria del nord, con il re di Mari a proteggere le carovane che usavano la via dal Golfo Persico all'Anatolia. Emar attrasse mercanti babilonesi, che vivevano in loco ed ebbero un impatto duraturo sulle convenzioni locali degli scribi. Ancora nel XIV secolo a.C., i testi siriani da Emar conservavano caratteri distintivi babilonesi.
I mercati di Yamhad divennero una fonte di rame, che veniva importato dalle montagne (probabilmente anatoliche) e da Cipro. Tuttavia, l'invasione babilonese di Mari ebbe un impatto negativo sul commercio tra i due regni, anche perché le strade divennero pericolose a causa della perdita della protezione di Mari nei confronti delle carovane. Ciò portò Samsu-iluna, re di Babilonia, a costruire varie roccaforti nella valle del fiume e a fondare colonie di mercenari note come "Case Cassite" per proteggere l'area del medio Eufrate. Queste colonie si evolsero ben presto in principati semi-indipendenti che mossero guerra contro Ammi-saduqa, re di Babilonia, e causarono un freno temporaneo al commercio.

## Religione

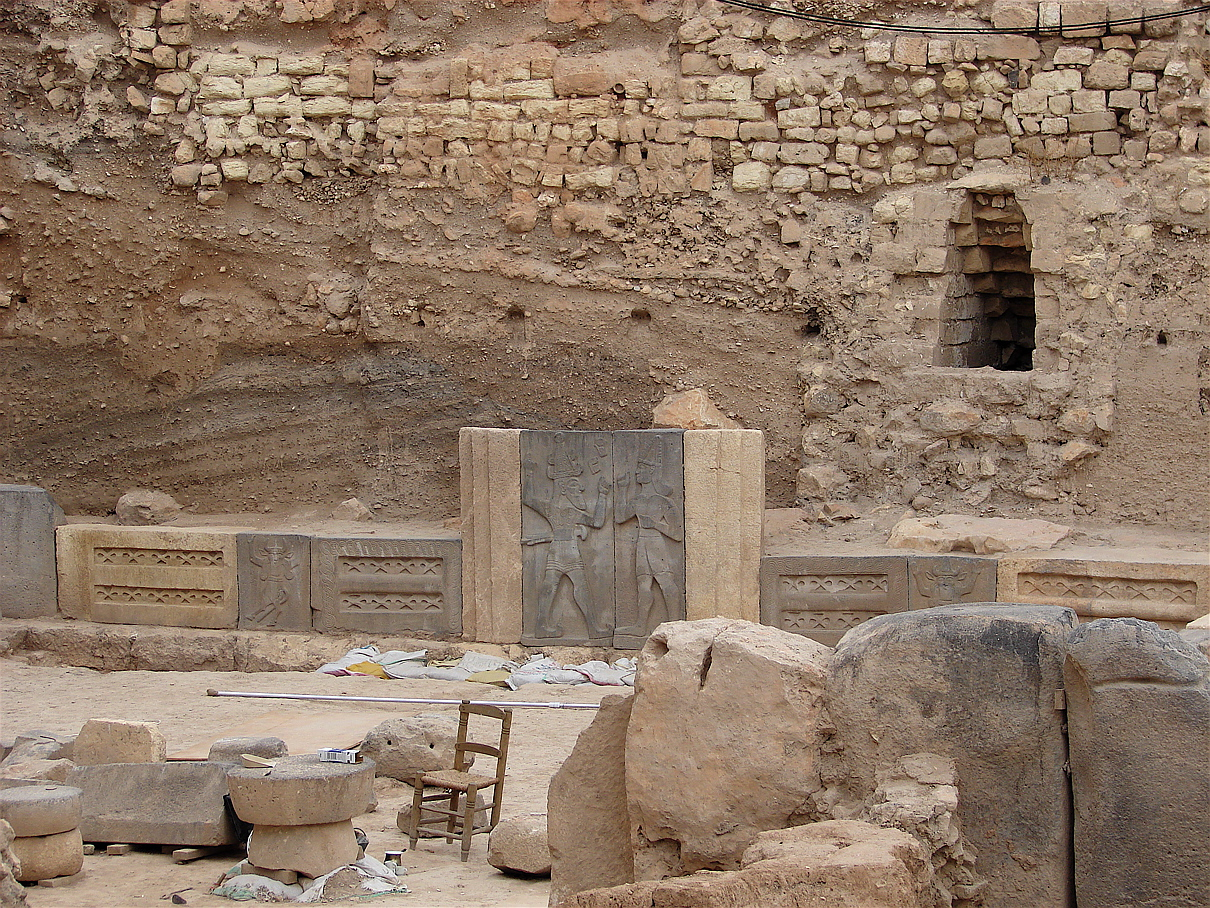
Tempio di Hadad, Cittadella di Aleppo.

Il popolo di Yamhad praticava la religione amorrita, e venerava principalmente le divinità semitiche del nordovest, le principali delle quali erano Dagon che era considerato il padre degli dei e Hadad, la più importante divinità del Pantheon. Il regno era noto come la "terra di Hadad", famoso come dio delle tempeste di Aleppo, a partire dal III millennio a.C.. Il suo tempio principale era posto sulla collina al centro della città, e rimase in uso dal XXIV secolo a.C. almeno fino al IX secolo a.C.
Il titolo "diletto di Hadad" era uno dei titoli dei re. Hadad era il dio patrono del regno, e ogni trattato era concluso nel suo nome, che era anche usato per minacciare altri regni e dichiarare guerre. Col crescere della presenza hurrita crebbero anche le influenze religiose, e alcune divinità hurrite trovarono posto nel pantheon di Yamhad. Il re Abba-El I,in una delle tavolette di Alalakh menziona di aver ricevuto il supporto della dea hurrita Hebat. Hebat era la sposa di Teshub, principale divinità hurrita, ma nella tavoletta di Abba-El I, è associata con Hadad. L'identificazione di Hadad con Teshub divenne abituale e Teshub divenne il dio delle tempeste di Halab.
Oltre alle divinità generali, i re avevano un "dio capo", ossia una divinità che aveva un collegamento intimo con chi lo venerava. Il re Yarim-Lim I descrisse Hadad come il dio dello stato, ma la divinità mesopotamica Sin fu il suo dio capo. Suo figlio Hammurabi I fece altrettanto.

## Fonti letterarie
- (EN) Alfonso Archi, Studies in the Pantheon of Ebla, in Orientalia, vol. 63, n. 3, Pontificium Institutum Biblicum, 1994, OCLC 557711946.
- (EN) Michael.C Astour, The Partition of the Confederacy of Mukiš-Nuḫiašše-Nii by Šuppiluliuma: A Study in Political Geography of the Amarna Age, in Orientalia, vol. 38, Pontificium Institutum Biblicum, 1969, OCLC 557711946.
- (EN) Michael C. Astour, Ugarit and the Great Powers, in Ugarit in Retrospect. Fifty years of Ugarit and Ugaritic: Proceedings of the symposium of the same title held at the University of Wisconsin at Madison, February 26, 1979, under the auspices of the Middle West Branch of the American Oriental Society and the Mid-West Region of the Society of Biblical Literature, Eisenbrauns, 1981, ISBN 978-0-931464-07-2.
- (EN) Michael C.Astour, Hittite History and Absolute Chronology of the Bronze Age, Studies in Mediterranean Archaeology and Literature, vol. 73, Astroms Forlag, 1989, ISBN 978-91-86098-86-5.
- Trevor Bryce, The Kingdom of the Hittites, Oxford University Press, 1999  [1998], ISBN 978-0-19-924010-4.
- (EN) Trevor Bryce, The Routledge Handbook of the Peoples and Places of Ancient Western Asia, Routledge, 2009, ISBN 978-1-134-15908-6.
- (EN) Trevor Bryce, Ancient Syria: A Three Thousand Year History, Oxford University Press, 2014, ISBN 978-0-19-100292-2.
- (EN) Aaron A. Burke, Introduction to the Levant During the Middle Bronze Age, in The Oxford Handbook of the Archaeology of the Levant: c. 8000-332 BCE, Oxford University Press, 2013, ISBN 978-0-19-166255-3.
- (EN) Charles Burney, Historical Dictionary of the Hittites, Historical Dictionaries of Ancient Civilizations and Historical Eras, vol. 14, Scarecrow Press, 2004, ISBN 978-0-8108-6564-8.
- (EN) Dominique Charpin, Writing, Law, and Kingship in Old Babylonian Mesopotamia, traduzione di Jean Marie Todd, University of Chicago Press, 2010, ISBN 978-0-226-10159-0.
- (EN) Dominique Charpin, Patron and Client: Zimri-Lim and Asqudum the Diviner, in The Oxford Handbook of Cuneiform Culture, Oxford University Press, 2011, ISBN 978-0-19-955730-1.
- (EN) Iselin Claire, Head of a God, su louvre.fr, Louvre, 2017. URL consultato il 1º gennaio 2017 (archiviato dall'url originale l'8 agosto 2022).
- (EN) Dominique Collon, Ancient Near Eastern Art, University of California Press, 1995, ISBN 978-0-520-20307-5.
- (EN) Stephanie Dalley, Mari and Karana, Two Old Babylonian Cities, 2ª ed., Gorgias Press, 2002  [1984], ISBN 978-1-931956-02-4.
- (EN) Lynn Swartz Dodd, Strategies for Future Success: Remembering the Hittites during the Iron Age, in Anatolian Studies, vol. 57, Cambridge University Press on Behalf of the British Institute of Archaeology at Ankara, 2007, DOI:10.1017/s0066154600008619, ISSN 0066-1546 (WC · ACNP).
- (EN) Margaret S. Drower, Syria c. 1550–1400 B.C., in Part 1: The Middle East and the Aegean Region, c.1800–1380 BC, The Cambridge Ancient History (Second Revised Series), vol. 2, 3ª ed., Cambridge University Press, 1973, ISBN 978-1-139-05426-3.
- (EN) Marian H. Feldman, Frescoes, Exotica, and the Reinvention of the Northern Levantine Kingdoms during the Second Millennium B.C.E, in Representations of Political Power: Case Histories from Times of Change and Dissolving Order in the Ancient Near East, Eisenbrauns, 2007, ISBN 978-1-57506-135-1.
- (EN) Lluís Feliu, The God Dagan in Bronze Age Syria, traduzione di Wilfred GE Watson, Brill, 2003, ISBN 978-90-04-13158-3.
- (EN) Daniel E. Fleming, Time at Emar: The Cultic Calendar and the Rituals from the Diviner's Archive, Mesopotamian Civilizations, vol. 11, Eisenbrauns, 2000, ISBN 978-1-57506-044-6.
- (EN) Douglas Frayne, Old Babylonian Period (2003–1595 BC), The Royal Inscriptions of Mesopotamia Early Periods, vol. 4, University of Toronto Press, 1990, ISBN 978-0-8020-5873-7.
- (EN) Julia Gonnella, The Citadel of Aleppo: Recent Studies, in Muslim Military Architecture in Greater Syria: From the Coming of Islam to the Ottoman Period, History of Warfare, vol. 35, Brill, 2006, ISBN 978-90-04-14713-3, ISSN 1385-7827 (WC · ACNP).
- (EN) Julia Gonnella, Columns and Hieroglyphs: Magic Spolia in Medieval Islamic Architecture of Northern Syria, in Gülru Necipoğlu (a cura di), Muqarnas: An Annual on the Visual Cultures of the Islamic World, vol. 27, Brill, 2010, ISBN 978-90-04-18511-1, ISSN 0732-2992 (WC · ACNP).
- (EN) Lester L. Grabbe, Ancient Israel: What Do We Know and How Do We Know It?, T&T Clark, 2007, ISBN 978-0-567-03254-6.
- (EN) Alberto Ravinell Whitney Green, The Storm-god in the Ancient Near East, Biblical and Judaic studies from the University of California, San Diego, vol. 8, Eisenbrauns, 2003, ISBN 978-1-57506-069-9.
- (EN) William J. Hamblin, Warfare in the Ancient Near East to 1600 BC, Routledge, 2006, ISBN 978-1-134-52062-6.
- (EN) John David Hawkins, Corpus of Hieroglyphic Luwian Inscriptions. Vol 1 Inscriptions of the Iron Age, Untersuchungen Zur Indogermanischen Sprach- und Kulturwissenschaft. Neue Folge / Studies in Indo-European Language and Culture. New Series, vol. 8.1, Walter de Gruyter, 2000, ISBN 978-3-11-080420-1.
- (EN) Jean Robert Kupper, Northern Mesopotamia and Syria, in Part 1: The Middle East and the Aegean Region, c.1800–1380 BC, The Cambridge Ancient History (Second Revised Series), vol. 2, 3ª ed., Cambridge University Press, 1973, ISBN 978-1-139-05426-3.
- (EN) Jacob Lauinger, Following the Man of Yamhad: Settlement and Territory at Old Babylonian Alalah, Brill, 2015, ISBN 978-90-04-29289-5.
- (EN) Mario Liverani, The Ancient Near East: History, Society and Economy, Routledge, 2013, ISBN 978-1-134-75084-9.
- (EN) Paolo Matthiae, Ishtar of Ebla and Head of Aleppo: Notes on Terminology, Politics and Religion of Old Syrian Ebla, in Semitic and Assyriological Studies: Presented to Pelio Fronzaroli by Pupils and Colleagues, Otto Harrassowitz Verlag, 2003, ISBN 978-3-447-04749-4.
- (EN) Julie A. Miller, Alalakh, in International Dictionary of Historic Places, 3 (Southern Europe), Fitzroy Dearborn Publishers, 1995, ISBN 978-1-884964-02-2.
- (EN) Michael Nathanson, Between Myth & Mandate: Geopolitics, Pseudohistory & the Hebrew Bible, Author House, 2013, ISBN 978-1-4918-2310-1.
- (EN) Ulf Oldenburg, The Conflict between El and Ba'al in Canaanite Religion, Dissertationes ad Historiam Religionum Pertinentes, vol. 3, Brill, 1969, ISSN 0419-4233 (WC · ACNP), OCLC 63449.
- (EN) David I. Owen, Hurrians, in Eerdmans Dictionary of the Bible, Eerdmans Publishing, 2000, ISBN 978-90-5356-503-2.
- (EN) Annick Payne, Iron Age Hieroglyphic Luwian Inscriptions, Writings from the Ancient World, vol. 29, Society of Biblical Literature, 2012, ISBN 978-1-58983-658-7.
- (EN) Peter Pfälzner, Levantine Kingdoms of the Late Bronze Age, in A Companion to the Archaeology of the Ancient Near East, vol. 1, John Wiley & Sons, 2012, ISBN 978-1-4443-6077-6.
- (EN) Daniel D. Pioske, David's Jerusalem: Between Memory and History, Routledge Studies in Religion, vol. 45, Routledge, 2015, ISBN 978-1-317-54891-1.
- (EN) Wayne T. Pitard, Before Israel: Syria-Palestine in the Bronze Age, in Coogan Michael David (a cura di), The Oxford History of the Biblical World, revised, Oxford University Press, 2001  [1998], ISBN 978-0-19-513937-2.
- (EN) Amanda H. Podany, Brotherhood of Kings: How International Relations Shaped the Ancient Near East, Oxford University Press, 2010, ISBN 978-0-19-979875-9.
- (EN) Regine Pruzsinszky, Emar and the Transition from Hurrian to Hittite Power, in Representations of Political Power: Case Histories from Times of Change and Dissolving Order in the Ancient Near East, Eisenbrauns, 2007, ISBN 978-1-57506-135-1.
- (EN) Jack M. Sasson, The Military Establishments at Mari, Studia Pohl, 3: Dissertationes Scientificae de Rebus Orientis Antiqui, Pontifical Biblical Institute, 1969, OCLC 32801.
- (EN) Glenn M. Schwartz, Early Non-cuneiform Writing? Third-millennium BC Clay Cylinders from Umm el-Marra, in Opening the Tablet Box: Near Eastern Studies in Honor of Benjamin R. Foster, Culture and History of the Ancient Near East, vol. 42, Brill, 2010v, ISBN 978-90-04-18652-1, ISSN 1566-2055 (WC · ACNP).
- (EN) Glenn M. Schwartz, An Amorite Global Village: Syrian-Mesopotamian Relations in the Second Millennium B.C, in Cultures in Contact: From Mesopotamia to the Mediterranean in the Second Millennium B.C, Metropolitan Museum of Art, 2013, ISBN 978-1-58839-475-0.
- (EN) Martin Sicker, The Rise and Fall of the Ancient Israelite States, Praeger Publishers, 2003, ISBN 978-0-275-98012-2.
- (EN) Piotr Taracha, Religions of Second Millennium Anatolia, Dresdner Beiträge zur Hethitologie, vol. 27, Otto Harrassowitz Verlag, 2009, ISBN 978-3-447-05885-8, ISSN 1619-0874 (WC · ACNP).
- (EN) Beatrice Teissier, Egyptian Iconography on Syro-Palestinian Cylinder Seals of the Middle Bronze Age, Orbis Biblicus et Orientalis- Series Archaeologica, vol. 11, University Press Fribourg Switzerland, 1996  [1995], ISBN 978-3-525-53892-0, ISSN 1422-4399 (WC · ACNP).
- (EN) Ingolf Thuesen, The City-State in Ancient Western Syria, in A Comparative Study of Thirty City-state Cultures: An Investigation, vol. 21, Kgl. Danske Videnskabernes Selskab, 2000, ISBN 978-87-7876-177-4.
- (EN) Karel van der Toorn, Family Religion in Babylonia, Ugarit and Israel: Continuity and Changes in the Forms of Religious Life, Studies in the History of the Ancient Near East, vol. 7, Brill, 1996, ISBN 978-90-04-10410-5, ISSN 0169-9024 (WC · ACNP).
- (EN) Frans van Koppen, Aspects of Society and Economy in the later Old Babylonian Period, in The Babylonian World, Routledge, 2010  [2007], ISBN 978-1-134-26128-4.
- (EN) Wilfred van Soldt, Syrian Chronology in the Old and Early Middle Babylonian Period, in Akkadica, vol. 119, Assyriological Center Georges Dossin, 2000, ISSN 1378-5087 (WC · ACNP).
- Donald John Wiseman, Alalakh, in Archaeology and Old Testament study: jubilee volume of the Society for Old Testament Study, 1917–1967, Clarendon Press, 1967, OCLC 366758.
- (EN) Arne Wossink, Challenging Climate Change: Competition and Cooperation Among Pastoralists and Agriculturalists in Northern Mesopotamia (c. 3000–1600 BC), Sidestone Press, 2009, ISBN 978-90-8890-031-0.
- (EN) Yuhong Wu, A Political History of Eshnunna, Mari and Assyria during the Early Old Babylonian Period (from the End of Ur III to the Death of Šamši-Adad), Institute of History of Ancient Civilizations, 1994, OCLC 69135570.
- (EN) Zvi Zohar, Rabbinic Creativity in the Modern Middle East, Kogod library of Judaic Studies, vol. 11, Bloomsbury, 2013, ISBN 978-1-4411-3329-8.